# Гаспарян, Армен Сумбатович
Арме́н Сумба́тович Гаспаря́н (род. 4 июля 1975, Москва) — российский журналист и радиоведущий, блогер, писатель, публицист, общественный деятель. Автор публицистических книг по истории России XX века. Один из авторов учебника «История России» для 10 класса.
За «распространение нарративов кремлевской пропаганды» находится под санкциями всех стран Евросоюза, Великобритании и ряда других стран.

## Биография
Родился 4 июля 1975 года в Москве. Был комсомольцем.
В 1996 году окончил факультет журналистики МГУ имени М. В. Ломоносова.
На радиостанции «Юность» (1999—2000 и 2002—2006) был автором программ «Последний штурм», «Новейшая история», «Российская дипломатия: Отечество и судьбы». На радиостанции «Маяк» (2000—2001 и 2006—2008) вёл программы «Великие битвы великой войны», «Вторая мировая: неизвестные голоса истории», «Русские вне России». На радиостанции «Голос России» (с 2008 по 2014 г., далее — радио «Sputnik») ведёт цикл программ «Теория заблуждений», «Мифы о войне», «Иностранцы в России». На радиостанции «Вести FM» ведёт программы «Параллели», «Недельный отчёт», «Наш XX век». Был ведущим политических дебатов Владимира Жириновского и Сергея Миронова в 2012 году.
С апреля 2012 по сентябрь 2013 — главный редактор русской службы радиокомпании «Голос России» (сменил на этом посту Петра Журавлёва). С сентября 2013 г руководитель специальных проектов Главной редакции координации вещания радиокомпании «Голос России».
С апреля 2014 г. — начальник управления в Международном информационном агентстве «Россия сегодня».
3 ноября 2014 г. участвовал в открытии вещания российской радиостанции «Спутник» в Армении (106,0 МГц в Ереване).

### Писатель, публицист и общественный деятель

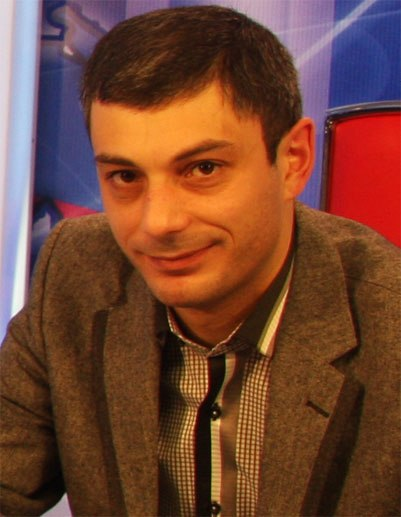
2012

Автор книг «ОГПУ против РОВС. Тайная война в Париже. 1924—1939 годы», «Операция „Трест“. Советская разведка против русской эмиграции. 1921—1937 гг». По этим темам выступал на радиостанциях «Эхо Москвы» и «Радонеж», телеканалах «Совершенно секретно» и «НТВ-Мир».
С 2006 по 2010 год вёл «блог Армена Гаспаряна», посвящённый размещению материалов об истории Белого движения и имевший широкую известность в этом качестве.
В 2008 году стал одним из создателей общественно-исторической организации «Белое Дело».
Вёл блог в ЖЖ beloedelo и сайт beloedelo.ru.
В 2010 году вышел из организации.
В 2012 году вышла книга «Неизвестные страницы Великой Отечественной войны» по материалам цикла радиопередач «Теория заблуждений».
В 2012 году вышла книга «Генерал Скоблин. Легенда советской разведки», посвящённая генералу-корниловцу Н. В. Скоблину.
В 2013 году вошёл в Центральный совет Российского военно-исторического общества.
Член Союза писателей России. Член Союза журналистов России. Член Общества изучения истории отечественных спецслужб.
24 октября 2017 года в эфире радиостанции «Вести FM» в программе В. Соловьева под названием «Либералы, зачем вы лжете», посвящённой нападению на журналистку Татьяну Фельгенгауэр, Армен Гаспарян обвинил журналиста «Эха Москвы» Ксению Ларину во лжи и назвал её «откровенной сволочью». Ларина заявила, что покинула Россию в том числе после этого выступления.
Один из ведущих канала «Соловьёв Live». Участник общественно-политических программа на российских государственных телеканалах.

## Санкции
В марте 2015 года был включён властями Молдавии в чёрный список, ему был запрещён въезд до 2020 года. Коллеги Гаспаряна связывают это с его выступлением на «Голосе России», посвящённым войне на Украине.
15 марта 2022 года из-за вторжения России на Украину Гаспарян был внесён в санкционный список всех стран Евросоюза за «публикацию пророссийской пропаганды, связанной с российским вторжением в Украину».
8 июля 2022 года Гаспарян был внесён в санкционный список Канады как «российский деятель дезинформации и пропаганды».
19 октября 2022 года попал под санкции Украины так как последовательно распространяет нарративы, соответствующие кремлевской пропаганде и отрицает суверенитет Украины над Крымом. Кроме того, он защищал действия России в Керченском проливе, когда она захватила украинский корабль.
9 мая 2023 года попал под санкции Великобритании за пропаганду, которая дестабилизирует Украину, подрывает или угрожает территориальной целостности, суверенитету или независимости Украины. По аналогичным основаниям находится под санкциями Швейцарии.
С конца июля 2022 года объявлен в международный розыск за «публичные призывы к геноциду украинского народа и вооружённому нападению на Украину».

## Награды и достижения
- В 2005 году программа «Великие битвы Великой войны» вошла в тройку лучших просветительских программ премии «Радиомания»[26].
- В 2006 году за цикл программ «Вторая мировая война: неизвестные голоса истории» на Радио «Маяк» стал лауреатом Всероссийского конкурса «Патриот России» в области радиовещания[27][28]. Этот же цикл вошёл в тройку лучших просветительских программ национальной премии «Радиомания» в 2006 году, однако премию не получил[29].
- В 2010 году программа «Теория заблуждений» стала победителем Второго фестиваля русскоязычных радиостанций[30].
- В 2012 году в числе других сотрудников радиостанции «Голос России» стал лауреатом конкурса ЦИК на лучшее освещение парламентских и президентских выборов в России[31][32] Программа «Теория заблуждений» вошла в тройку лучших просветительских программ национальной премии «Радиомания» в 2012 году, однако премию не получила[33].
- Лауреат премии «Слава России» 2012 год[34].
- В 2013 году радиопрограмма «Теория заблуждений» (радиостанция «Голос России», автор и ведущий Армен Гаспарян) получила национальную премию «Радиомания» в номинации «Просветительская программа»[35]
- Авторская программа Армена Гаспаряна «Теория заблуждений» — среди победителей конкурса «Патриот России-2013»[36].
- Всероссийский конкурс СМИ «Патриот России», авторская программа Гаспаряна «Теория заблуждений» — 2-е место в номинации «Народная священная»[37].
- В 2015 году награждён почётным знаком «За заслуги перед профессиональным сообществом» Союза журналистов России (удостоверение № 2191)[38][39].
- Финалист конкурса «Лидеры России. Политика» (2020 г.).[источник не указан 347 дней]

## Книги
- Гаспарян А. С. Операция «Трест». Советская разведка против русской эмиграции. 1921-1937 гг.. — М.: Вече. — 464 с. — (Военные тайны XX века). — 4000 экз. — ISBN 978-5-9533-3534-8.
- Аудиокнига «Русские вне России». — 2007 г.
- Гаспарян А. С. ОГПУ против РОВС. Тайная война в Париже. 1924-1939 гг.. — М.: Вече, 2008. — 320 с. — (Военные тайны XX века). — 3000 экз. — ISBN 978-5-9533-2727-5.
- Гаспарян А. С. Неизвестные страницы Великой Отечественной войны. — М.: Вече, 2012. — 320 с. — (Теория заблуждений). — 1500 экз. — ISBN 978-5-9533-6597-0.
- Гаспарян А. С. Генерал Скоблин. Легенда советской разведки. — М.: Вече, 2012. — 416 с. — (Военный архив). — ISBN 978-5-9533-6441-6.
- Гаспарян А. С. Убить Сталина: реальные истории покушений и заговоров против советского вождя. — М.: Эксмо, 2016. — 320 с. — (Тайные смыслы истории). — 7000 экз. — ISBN 978-5-699-92334-2.
- Гаспарян А. С. Тайна личности Ленина: спаситель народа или разрушитель империи?. — М.: Эксмо, 2016. — 318 с. — (Тайные смыслы истории). — 7000 экз. — ISBN 978-5-699-90327-6.
- Гаспарян А. С. Россия в огне Гражданской войны: подлинная история самой страшной братоубийственной войны. — М.: Эксмо, 2016. — 318 с. — (Тайные смыслы истории). — 8000 экз. — ISBN 978-5-699-88599-2.
- Гаспарян А. С. Крах Великой империи: загадочная история самой крупной геополитической катастрофы. — М.: Эксмо, 2016. — 320 с. — (Тайные смыслы истории). — 4000 экз. — ISBN 978-5-699-87367-8.
- Гаспарян А. С. Генерал Скоблин: легенда советской разведки. — СПб.: Питер, 2017. — 399 с. — (Книги Армена Гаспаряна). — 2000 экз. — ISBN 978-5-4461-0349-2.
- Гаспарян А. С. Операция "Трест": шпионский маршрут Москва — Берлин — Париж, блестящий дебют чекистов, крах Белой эмиграции. — СПб.: Питер, 2017. — 352 с. — (Книги Армена Гаспаряна). — 3000 экз. — ISBN 978-5-4461-0372-0.
- Гаспарян А. С. Война после победы. Бандера и Власов: приговор без срока давности: как предатели становятся "героями" националистов, история борьбы с пятой колонной. — СПб.: Питер, 2017. — 236 с. — (Книги Армена Гаспаряна). — 3000 экз. — ISBN 978-5-4461-0346-1.
- Гаспарян А. С. Россия и Германия. Друзья или враги?. — М.: Эксмо, 2016. — 350 с. — (Актуальная тема). — 2000 экз. — ISBN 978-5-699-95194-9.
- Гаспарян А. С. Россия и Германия. Друзья или враги?. — М.: Эксмо, 2017. — 352 с. — (Сатановский Евгений рекомендует). — 2000 экз. — ISBN 978-5-699-95193-2.
- Гаспарян А. С. Денацификация Украины: страна невыученных уроков. — СПб.: Питер, 2018. — 416 с. — (Книги Армена Гаспаряна). — 3500 экз. — ISBN 978-5-4461-0707-0.
- Гаспарян А. С. 1941-1945. Оболганная война: НКВД и СМЕРШ: легенды и факты, 16 мифов о Рейхе, дивизии СС: кровавый путь / Российское военно-историческое общество. — СПб.: Питер, 2018. — 304 с. — (Книги Армена Гаспаряна). — 4000 экз. — ISBN 978-5-4461-0493-2.
- Гаспарян А. С. Ложь Посполита. — СПб.: Питер, 2018. — 192 с. — ISBN 978-5-4461-0806-0.
- Гаспарян А. С., Куликов Д. Е., Саралидзе Г. Т. Революция 1917 года. Как это было?. — СПб.: Питер, 2019. — 224 с. — (Наш XX век. Как это было?). — ISBN 978-5-4461-1025-4.
- Гаспарян А. С., Куликов Д. Е., Саралидзе Г. Т. Эхо войны. Неудобная правда. — СПб.: Питер, 2019. — 160 с. — (Наш XX век. Как это было?). — ISBN 978-5-4461-1033-9.
- Гаспарян А. С., Куликов Д. Е., Саралидзе Г. Т. Оттепель. Как это было?. — СПб.: Питер, 2019. — 192 с. — (Наш XX век. Как это было?). — ISBN 978-5-4461-1050-6.
- Гаспарян А. С., Куликов Д. Е., Саралидзе Г. Т. Эпоха застоя. Как это было?. — СПб.: Питер, 2019. — 192 с. — (Наш XX век. Как это было?). — ISBN 978-5-4461-1092-6.
- Гаспарян А. С., Куликов Д. Е., Саралидзе Г. Т. Перестройка. Как это было?. — СПб.: Питер, 2019. — 192 с. — (Наш XX век. Как это было?). — ISBN 978-5-4461-1041-4.
- Гаспарян А. С., Куликов Д. Е., Саралидзе Г. Т. Вожди и лидеры. Как это было?. — СПб.: Питер, 2019. — 224 с. — (Наш XX век. Как это было?). — ISBN 978-5-4461-1032-2.